# Ahinsa
Ahinsa (dewanagari अहिंसा trl. ahiṃsā – „niekrzywdzenie”, „niestosowanie przemocy”; chiń. 不害 buhai; kor. salsaeng kye; jap. setsujō kai) – zasada moralna obecna w hinduizmie, buddyzmie, a przede wszystkim w dżinizmie, która nakazuje poszanowanie wszelkiego życia, zaleca niezabijanie i niezadawanie obrażeń cielesnych żadnym istotom żywym – ludziom, zwierzętom, a w dżinizmie także roślinom i Ziemi. Częścią tej zasady jest unikanie wszelkiej przemocy słownej i fizycznej, choć ahimsa uznaje prawo do działania w samoobronie, gdy zajdzie taka potrzeba. Zasada „ahimsa” wiąże się ściśle z przekonaniem, że przemoc wszelkiego rodzaju rodzi negatywne konsekwencje karmiczne.
Sam termin oznacza „niekrzywdzenie” (dosłownie: unikanie przemocy – himsa). Słowo pochodzi z sanskryckiego rdzenia hims – uderzać; himsa to szkoda lub krzywda, a-himsa jest tego przeciwieństwem, czyli niekrzywdzeniem (non violence).

## Hinduizm

### Najdawniejsze teksty wedyjskie
Choć w Wedach nie pojawia się określenie ahimsa, w Rygwedzie jest fragment, który brzmi: „Nie czyń żadnej krzywdy”.
Termin ahimsa pojawia się w tekście Jadźurwedy Taittirija (TS 5.2.8.7), gdzie odnosi się do niezadawania ran samemu ofiarnikowi. Pojawia się kilkakrotnie w Shatapatha Brahmana w sensie „nieranienia”, bez konotacji związanych z moralnością.

## Buddyzm
Ahinsa (czasem także awihinsa, trl. avihiṃsā) jest zasadniczą ideą buddyzmu i oznacza poszanowanie dla wszelkiego życia: nieniszczenie bez potrzeby świata roślin, niezabijanie owadów, zwierząt i ludzi. Ahinsa jest treścią pierwszego wskazania buddyjskiego, które jest wyrazem buddyjskiej miłości do wszystkiego, co żyje. Przeciwieństwem ahinsy jest hinsa, czyli gwałt, przemoc.

## Użycie w polityce
Doktryna ta została współcześnie upowszechniona przez Mahatmę Gandhiego, który wykorzystał ją w procesie pokojowego zdobywania niepodległości przez Indie. Nadał jej interpretację walki bez stosowania przemocy – non violence.